# Episódio afetivo misto
Um estado afetivo misto ou episódio afetivo misto, anteriormente conhecido como episódio maníaco-misto ou episódio misto, foi definido como um estado em que características exclusivas da depressão e da mania - como episódios de desespero, dúvida, angústia, raiva ou ideação homicida, ideação suicida, clivagem, fuga de ideias, sobrecarga sensorial, energia e irritabilidade elevada - ocorrem simultaneamente ou em sucessão muito curta.
Anteriormente, os critérios diagnósticos para um episódio tanto maníaco como depressivo tinham de ser atendidos de forma consistente e sustentada, com os sintomas durando pelo menos uma semana (ou qualquer duração se a hospitalização psiquiátrica fosse necessária), restringindo assim o reconhecimento oficial de estados afetivos mistos, fazendo com que uma minoria dos pacientes com transtorno bipolar I fosse diagnosticada. Na nomenclatura atual do DSM-5, entretanto, um "episódio misto" não é mais considerada uma doença por si só; em vez disso, o especificador de sintomatologia "com características mistas" pode ser aplicado a qualquer episódio afetivo (maníaco, hipomaníaco ou depressivo), o que significa que agora são oficialmente reconhecidos em pacientes com, além do transtorno bipolar I, transtorno bipolar II e, por convenção, transtorno depressivo maior. Um estado depressivo misto num paciente, entretanto, mesmo na ausência de períodos de mania ou hipomania, efetivamente exclui o diagnóstico de depressão unipolar.

## Critérios de diagnóstico
Conforme afirmado pelo Manual Diagnóstico e Estatístico de Transtornos Mentais, na quinta edição (DSM-5), o especificador de sintomatologia "com características mistas" pode ser aplicado a episódios maníacos do transtorno bipolar I, episódios hipomaníacos do transtorno bipolar I ou transtorno bipolar II e episódios depressivos de transtornos bipolares ou depressivos maiores, com pelo menos três características concomitantes da polaridade oposta presentes. Como resultado, a presença de "características mistas" é agora reconhecida em pacientes com transtorno bipolar II e depressão maior; como observado anteriormente, no entanto, embora seja habitual reter o diagnóstico de um transtorno bipolar até que apareça um episódio maníaco ou hipomaníaco, a presença de tais características num paciente depressivo, mesmo sem historial de mania ou hipomania, é fortemente sugestiva do transtorno .
Duas características da mania ou hipomania e depressão podem se sobrepor superficialmente e até mesmo se assemelhar, nomeadamente, "um aumento na atividade direcionada a um objetivo" (aceleração psicomotora) vs. agitação psicomotora e "fuga de ideias" e "pensamentos acelerados" vs. depressivo. Prestar atenção às experiências do paciente é muito importante. Na agitação psicomotora commumente vista na depressão, a "energia nervosa" é sempre ofuscada por uma forte sensação de exaustão e manifesta-se como movimentos sem propósito (por exemplo, caminhar, torcer as mãos); na aceleração psicomotora, entretanto, o excesso de movimento provém de uma abundância de energia e é frequentemente canalizado e proposital. Da mesma forma, na depressão, o paciente experimenta os pensamentos repetitivos como pesados; na aceleração psíquica, entretanto, (como visto na mania ou hipomania) os pensamentos movem-se numa progressão rápida, com muitos temas, ao invés de um único, sendo tocados. Mesmo quando tais experiências são explicadas com base na depressão, ainda existe a possibilidade, no entanto, de que o episódio depressivo possa ser piorado por outros sintomas maníacos ou hipomaníacos, sendo que no caso é muitas vezes prudente atender ao historial familiar do paciente (por exemplo, história familiar de transtorno bipolar, início precoce) para determinar se o paciente tem transtorno bipolar ou não.

## Tratamento
O tratamento dos estados mistos é tipicamente baseado na administração de medicação estabilizadora do humor, que pode incluir anticonvulsivantes como o ácido valpróico; antipsicóticos atípicos, como quetiapina, olanzapina, aripiprazol e ziprasidona; ou antipsicóticos de primeira geração, como haloperidol . Há dúvidas sobre a eficácia do lítio para o tratamento de estados mistos devido a conclusões conflitantes extraídas de vários ensaios e pesquisas. Os estabilizadores do humor atuam para reduzir os sintomas maníacos associados ao estado misto, mas não são considerados particularmente eficazes para melhorar os sintomas depressivos concomitantes.